# Pittsburgh Steelers
O Pittsburgh Steelers é um time profissional de futebol americano baseado em Pittsburgh, Pensilvânia. Os Steelers competem na National Football League (NFL), como um clube membro da divisão norte da American Football Conference (AFC). Fundados em 1933, os Steelers são a franquia mais antiga da AFC.
Em contraste na pré-fusão AFL-NFL, quando eram a equipe mais antiga a nunca ganhar um campeonato da liga, os Steelers da era pós-fusão (moderna) são uma das franquias mais bem sucedidas da NFL. O Pittsburgh ganhou mais títulos do Super Bowl (seis) e chegou mais vezes à final da conferência (onze) do que qualquer outro time da NFL, até que o New England Patriots também conseguiu alcançar este recorde após vencer o Super Bowl LIII, em 2019. Os Steelers venceram oito campeonatos da AFC, empatados com o Denver Broncos, mas atrás do recorde de onze títulos da AFC do New England Patriots. Os Steelers compartilham o recorde de segundo maior número de presenças no Super Bowl com o Broncos e o Dallas Cowboys (oito), somente atrás dos Patriots, que atingiram a marca de onze aparições no Super Bowl após a temporada de 2018. Os Steelers perderam sua mais recente aparição no Super Bowl (Super Bowl XLV), em 6 de fevereiro de 2011.
Os Steelers, cuja história remonta a uma equipe profissional regional que foi estabelecida no início dos anos 1920, entraram para a NFL como Pittsburgh Pirates, em 8 de julho de 1933, como propriedade da Art Rooney e tomando seu nome original do time de beisebol de mesmo nome, como era prática comum para as equipes da NFL na época. Para distingui-los do time de beisebol, a mídia local passou a chamar o time de futebol de "Rooneymen", um apelido não-oficial que persistiu por décadas após a equipe ter adotado seu apelido atual.
A propriedade dos Steelers permanece dentro da família Rooney desde a sua fundação. O filho de Art, Dan Rooney, foi o dono da equipe de 1988 até sua morte, em 2017. O controle da franquia foi dado ao filho de Dan, Art Rooney II.
Os Steelers desfrutam uma ampla e extensa base de fãs apelidada de "Steeler Nation". O time atualmente joga suas partidas em casa no Acrisure Stadium (o antigo Heinz Field), no bairro de North Shore, estádio que também abriga as partidas de futebol americano da Universidade de Pittsburgh. Construído em 2001, o estádio substituiu o Three Rivers Stadium, que recebera os Steelers por 31 temporadas. Antes do Three Rivers, os Steelers mandavam seus jogos no Pitt Stadium e no Forbes Field.

## História
O Pittsburgh Steelers da NFL entrou em campo pela primeira vez como Pittsburgh Pirates em 20 de setembro de 1933, perdendo por 23-2 para o New York Giants. Durante a década de 1930, os Pirates nunca terminaram acima do segundo lugar na sua divisão. O Pittsburgh fez história em 1938, assinando com Byron White, um futuro juiz da Suprema Corte dos EUA, na época o maior contrato da história da NFL, mas ele jogou apenas um ano pelos Pirates, antes de assinar com o Detroit Lions. Antes da temporada de 1940, os Pirates mudaram de nome para Steelers.
Durante a Segunda Guerra Mundial, os Steelers tiveram escassez de jogadores e fundiram-se duas vezes com outras franquias da NFL para formar uma equipe. Durante a temporada de 1943, eles fundiram-se com o Philadelphia Eagles, formando o "Phil-Pitt Eagles", conhecido como "Steagles". Essa equipe teve uma campanha de 5–4–1. Em 1944, eles se fundiram com o Chicago Cardinals e ficaram conhecidos como Card-Pitt (ou, ironicamente, como os "Carpets"), equipe que terminou com uma campanha de 0-10, marcando o único time sem vitórias na história da franquia.
Os Steelers foram para os playoffs pela primeira vez em 1947 com uma campanha de 8-4 e empatando em primeiro lugar na divisão com o Philadelphia Eagles. Isso forçou um jogo decisivo de desempate no Forbes Field, que os Steelers perderam por 21-0. Esse seria o único jogo dos playoffs de Pittsburgh pelos 25 anos seguintes: eles classificaram-se para um "Playoff Bowl" em 1962 como a segunda melhor equipe em sua conferência, mas isso não foi considerado uma aparição oficial em playoffs.
Em 1970, o ano em que se mudaram para o Three Rivers Stadium e o ano da fusão AFL-NFL, o Pittsburgh Steelers foi uma das três equipes da NFL a mudar-se para a recém-formada American Football Conference (junto com Cleveland Browns e Baltimore Colts), a fim de igualar o número de equipes nas duas conferências da liga recém-fundida. Os Steelers também receberam uma taxa de realocação de três milhões de dólares (o correspondente a 18,9 milhões de dólares em 2011), o que acabaria sendo uma bênção para eles; por anos eles raramente tinham o suficiente para construir uma verdadeira equipe competitiva.

### Era Chuck Noll

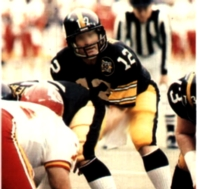
O quarterback do Hall of Fame, Terry Bradshaw, levou os Steelers a quatro títulos do Super Bowl durante a década de 1970.

A história de má sorte dos Steelers mudou com a contratação do técnico Chuck Noll para a temporada de 1969. O talento mais notável de Noll foi em suas seleções no recrutamento, tendo como jogadores os membros do Hall da Fama Joe Greene em 1969, Terry Bradshaw e Mel Blount em 1970, Jack Ham em 1971 e Franco Harris em 1972 Finalmente, em 1974, ele teve proeza de selecionar quatro membros do Hall da Fama: Lynn Swann, Jack Lambert, John Stallworth e Mike Webster. O recrutamento de 1974 do Pittsburgh Steelers é considerado o melhor de todos os tempos — nenhuma outra equipe jamais selecionou quatro futuros membros do Hall da Fama em um ano, e apenas algumas poucos (incluindo os Steelers de 1970) selecionaram dois ou mais em um ano.
Os jogadores selecionados no início dos anos 1970 formaram a base de uma dinastia da NFL, alcançando os playoffs em oito temporadas e tornando-se o único time na história da NFL a ganhar quatro Super Bowls em seis anos, além de ser o primeiro a vencer mais de dois. Eles também tiveram uma série regular de 49 vitórias consecutivas (1971-1979) contra equipes que terminariam com uma campanha com mais derrotas que vitórias naquele ano.
Os Steelers sofreram uma série de lesões na temporada de 1980 e não foram para os playoffs após uma campanha de 9-7. A temporada de 1981 não foi melhor, com um recorde de 8-8. A equipe foi então atingida pelas aposentadorias de todos os seus principais jogadores dos anos de Super Bowl. "Mean" Joe Greene aposentou-se depois da temporada de 1981; Lynn Swann e Jack Ham, depois dos playoffs de 1982; Terry Bradshaw e Mel Blount, após o campeonato divisional de 1983; e Jack Lambert, após a final da AFC de 1984.
Após essas aposentadorias, a franquia teve suas primeiras temporadas com mais derrotas que vitórias desde 1971. Em 1987, ano da greve de jogadores, os Steelers terminaram com uma campanha de 8-7, mas não se classificaram para os playoffs. Em 1989, eles chegariam à segunda rodada dos playoffs com a força de Merril Hoge e Rod Woodson, e nas duas temporadas seguintes ficaram fora da pós-temporada por pouco.
A campanha ao longo da carreira de Noll com o Pittsburgh foi de 209–156–1.

### Era Bill Cowher
Em 1992, Chuck Noll aposentou-se e foi sucedido pelo coordenador defensivo do Kansas City Chiefs, Bill Cowher, natural do subúrbio de Crafton, em Pittsburgh.
Cowher levou os Steelers aos playoffs em cada uma das suas seis primeiras temporadas, feito realizado antes apenas pelo lendário treinador Paul Brown, do Cleveland Browns. Naquelas seis primeiras temporadas, os times de Cowher chegaram três vezes à final da AFC e, depois da temporada de 1995, uma vez ao Super Bowl XXX, com a força da defesa "Blitzburgh". No entanto, os Steelers perderam para o Dallas Cowboys.

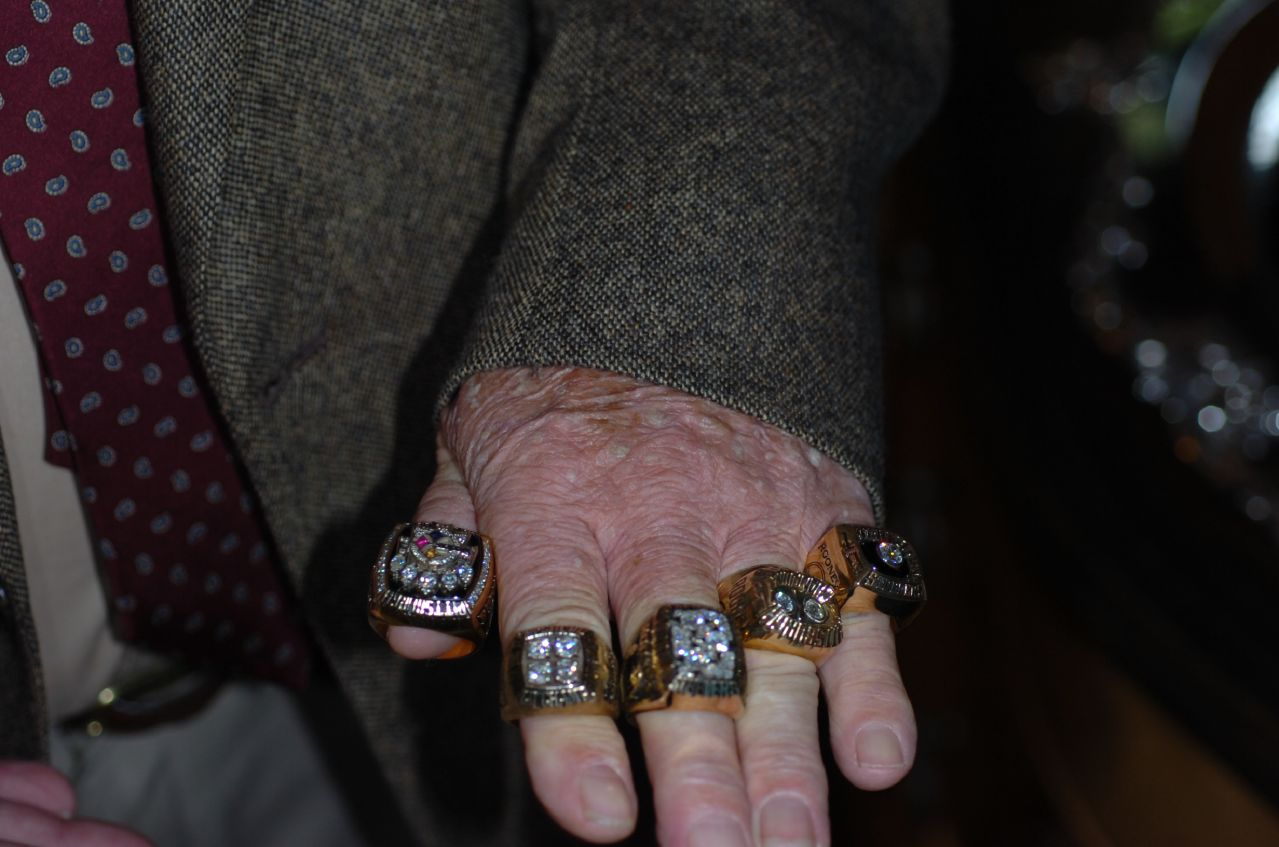
Os Cinco anéis do Super Bowl dos Steelers antes de 2009

Cowher comandaria o time na quinta vitória no Super Bowl, contra o Seattle Seahawks, dez anos depois. Com essa vitória, os Steelers tornaram-se o terceiro time a ganhar cinco Super Bowls e o primeiro a alcançar e vencer o Super Bowl como sexto colocado de sua conferência desde a expansão da NFL para uma pós-temporada com doze equipes, em 1990.
No geral, as equipes de Cowher alcançaram os playoffs em dez das quinze temporadas, com seis finais da AFC, dois Super Bowls e um título.
A campanha de Cowher com o Pittsburgh foi de 149-90-1 na temporada regular e 161-99-1 no geral, incluindo os jogos de playoffs.

### Era Mike Tomlin

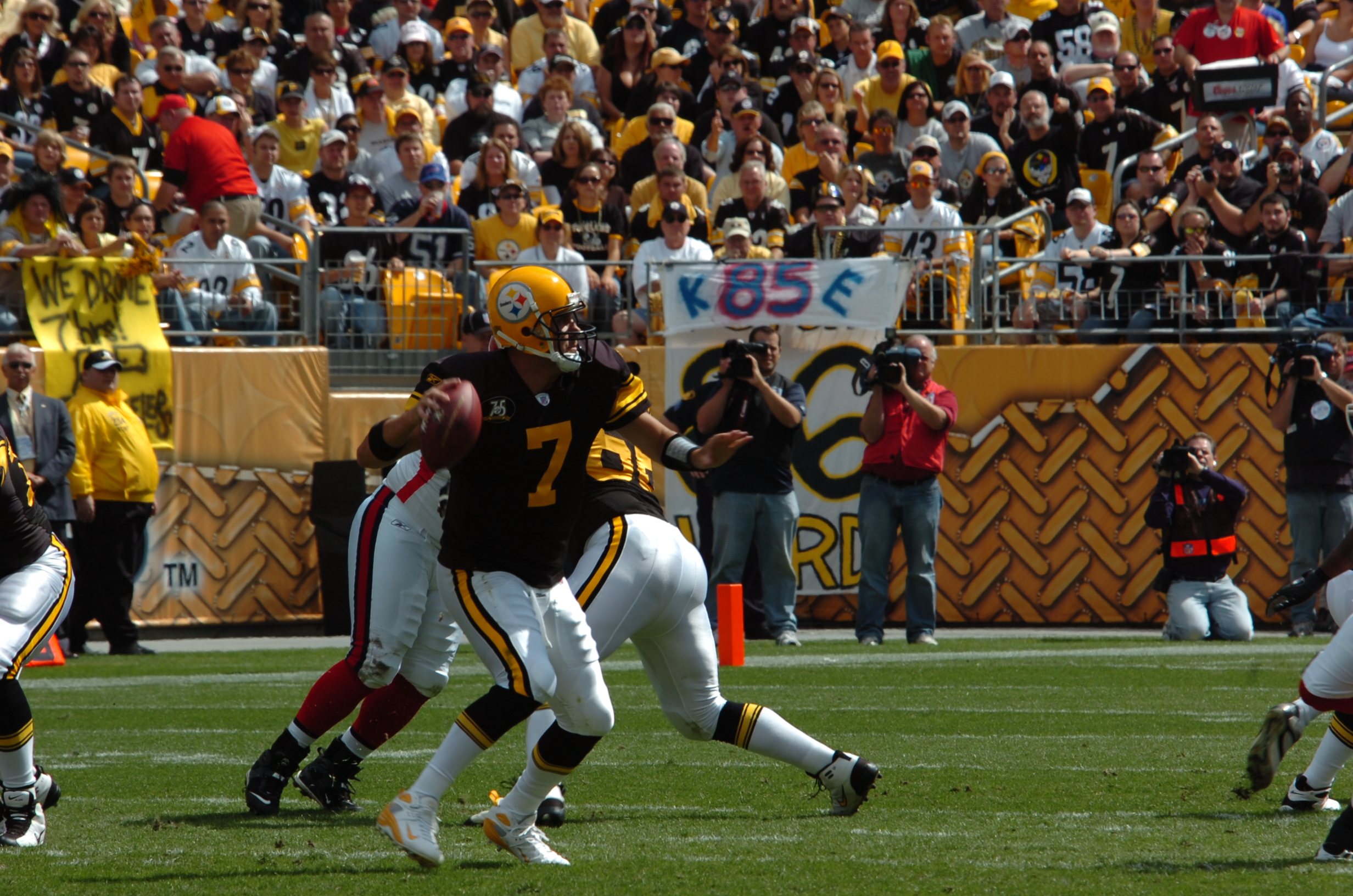
Roethlisberger durante a 500.ª vitória na história da franquia.

Em 7 de janeiro de 2007, Cowher demitiu-se, alegando a necessidade de passar mais tempo com sua família. Ele não usou o termo "aposentar-se", deixando em aberto um possível retorno à NFL como técnico de outra equipe. Um comitê composto por Art Rooney II, Dan Rooney e Kevin Colbert foi criado, para conduzir entrevistas para a vaga de treinador. Entre os candidatos entrevistados estavam o coordenador ofensivo Ken Whisenhunt, o técnico da linha ofensiva Russ Grimm, o ex-coordenador ofensivo Chan Gailey, o coordenador defensivo do Minnesota Vikings, Mike Tomlin, e o coordenador defensivo do Chicago Bears, Ron Rivera.
Em 22 de janeiro de 2007, Tomlin foi anunciado como sucessor de Cowher no cargo de treinador principal. Tomlin foi o primeiro afro-americano a ser nomeado treinador dos Pittsburgh Steelers em seus 75 anos de história. Ele tornou-se o terceiro treinador consecutivo do Steelers a ir ao Super Bowl, igualando os treinadores do Dallas Cowboys Tom Landry, Jimmy Johnson e Barry Switzer nesta conquista. Ele foi nomeado Treinador do Ano Motorola em 2008.
Em 1 de fevereiro de 2009, Tomlin levou os Steelers ao seu segundo título de Super Bowl nessa década, ao ganhar por 27-23 do Arizona Cardinals. Aos 36 anos, ele foi o treinador mais jovem a vencer o Super Bowl e é o segundo treinador afro-americano a vencê-lo (Tony Dungy fora o primeiro).
A temporada de 2010 fez de Tomlin o único treinador a chegar ao Super Bowl duas vezes antes dos quarenta anos de idade. Ele levou o time ao (seu segundo Super Bowl), em 6 de fevereiro de 2011. No entanto, os Steelers foram derrotados pelo Green Bay Packers por 31–25. Os Steelers registraram a sua 400.ª vitória em 2012, depois de derrotar o Washington Redskins.
Até a temporada de 2016, a campanha de Tomlin era de 111-63, incluindo os playoffs. As temporadas entre 2013 e 2017 foram de performances com recordes dos "Killer B's", trio que consistia de Antonio Brown, Ben Roethlisberger e Le'Veon Bell. Ocasionalmente, os "Killer B's" também incluíram o kicker Chris Boswell.

### Propriedade
Desde 2008, a família Rooney trouxe vários investidores para a equipe, mas sempre manteve o controle acionário. Isso aconteceu para que a equipe pudesse cumprir os regulamentos de propriedade da NFL. Dan Rooney e seu filho, Art Rooney II, presidente da franquia, queriam continuar envolvidos com a franquia, enquanto dois dos irmãos — Timothy e Patrick — queriam prosseguir com as pistas de corrida que possuem na Flórida e em Nova York. Desde 2006, muitas das pistas acrescentaram máquinas caça-níqueis, fazendo com que elas violassem "a política da NFL que proíbe o envolvimento com interesses de corridas e apostas".

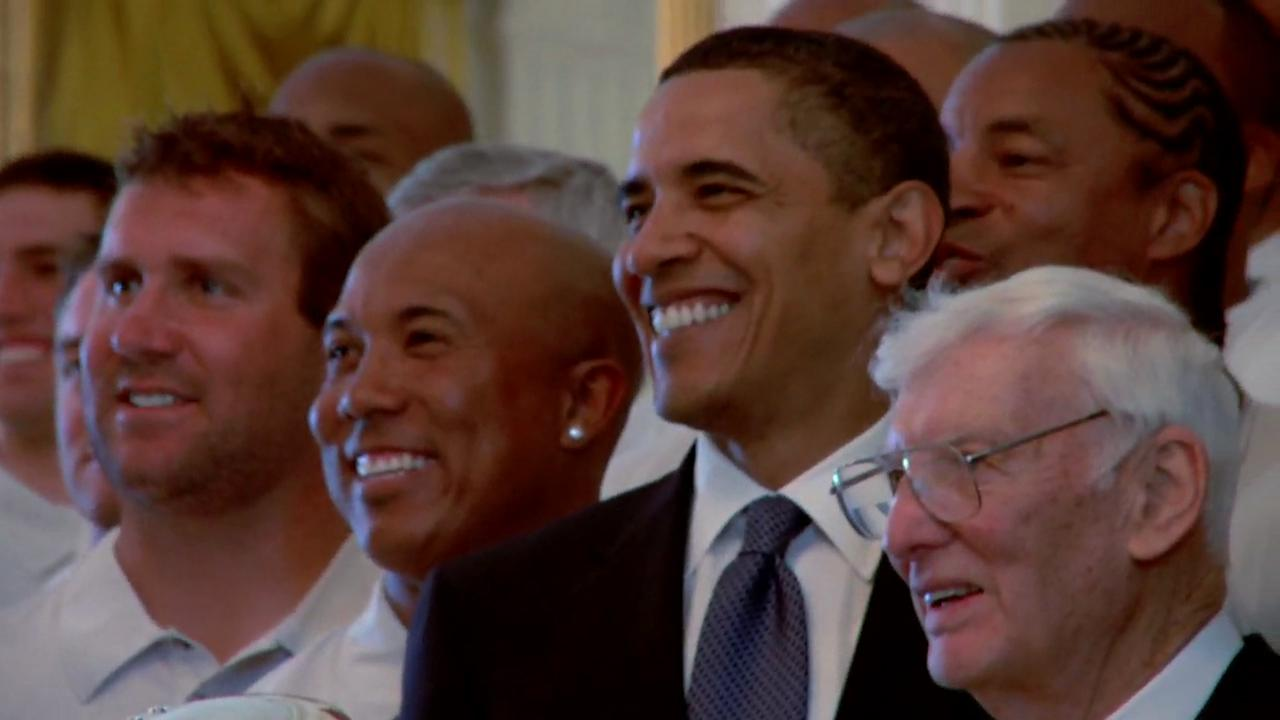
O presidente Obama posa com os Steelers em 2009. Da esquerda para a direita: Ben Roethlisberger, Hines Ward, Obama e Dan Rooney.

Após a morte de Dan Rooney em 2017, ele e Art Rooney II mantiveram o controle da equipe com o mínimo de 30% da liga. Os demais investidores são:
- A família Robert A. Paul, de Pittsburgh e Los Angeles, que está principalmente envolvida com a Ampco Pittsburgh Corporation, sediada em Pittsburgh, bem como com o Morton's Restaurant Group, a Urban Active Fitness, a Meyer Products e a Harley Marine Services. Além disso, membros da família atuam em vários conselhos, incluindo a Universidade de Cornell, a UPMC, a Universidade de Pittsburgh, a Cruz Vermelha Americana, a Harvard Medical School e a Loomis Chaffee School.[27]

- O ex-receptor dos Steelers John Stallworth, um membro do Hall da Fama.

- Vários outros membros da família Rooney, incluindo Art Rooney Jr., John Rooney e a família McGinley, composta por primos dos Rooneys.

- O presidente e CEO da Legendary Pictures, Thomas Tull.

- Presidente do GTCR, Bruce V. Rauner.

- A família Peter Varischetti, de Brockway, Pensilvânia, que possui vários lares de idosos e um negócio imobiliário comercial.

- Paul Evanson, presidente do conselho, presidente e diretor executivo da Allegheny Energy.[28]

- Russ e Scott Swank, de Lower Burrell, Pensilvânia.

### Registros
Até o fim da temporada de 2015, os Steelers detinham uma campanha de 624–552–21, incluindo playoffs. Nas últimas temporadas, os Steelers geralmente tiveram um bom desempenho, classificando-se para os playoffs por seis vezes nas dez temporadas anteriores e vencendo o Super Bowl duas vezes desde 2005.
Na "era moderna" da NFL (desde a fusão AFL–NFL, em 1970), os Steelers conseguiram a melhor campanha da liga. A franquia venceu a maioria dos jogos da temporada regular, mais jogos de playoffs (33 vitórias; o Dallas Cowboys é o segundo, com 32), venceu mais títulos divisionais (20), jogou na maioria das finais de conferência (15) e está empatado com o Dallas Cowboys, o Denver Broncos e o New England Patriots em mais aparições no Super Bowl (8).
Os Steelers têm o melhor percentual de vitórias (incluindo todos os times de expansão), receberam o maior número de indicações All-Pro e acumularam mais vitórias no Super Bowl (seis) desde que o jogo moderno começou, em 1970. Desde a fusão, a campanha da equipe nos playoffs é 33–19 (63,5%), que é o segundo melhor em termos de porcentagem de vitórias em playoffs, atrás do Green Bay Packers, que tem 28–16 (63,6%).

### Defesa dos direitos civis
A franquia, juntamente com a família Rooney, tem sido há gerações defensora da igualdade de oportunidades, tanto para as minorias quanto para as mulheres. Os Steelers foram o primeiro time a contratar um treinador assistente afro-americano (em 29 de setembro de 1957, com Lowell Perry), o primeiro a ter um quarterback titular afro-americano (em 3 de dezembro de 1973, com Joe Gilliam), o primeiro time a ter um MVP afro-americano do Super Bowl (em 12 de janeiro de 1975, com Franco Harris), o primeiro a contratar um coordenador afro-americano (em 2 de setembro de 1984, com Tony Dungy), o primeiro proprietário a pressionar pela aprovação da "igualdade de oportunidades", determinando que pelo menos um candidato minoritário receba uma entrevista em todas as decisões de contratação de treinador principal em todo o campeonato (a "Regra Rooney", criada no início dos anos 2000) e o primeiro a contratar uma mulher como treinadora esportiva em tempo integral (Ariko Iso, em 24 de julho de 2002).

## Logo e uniformes

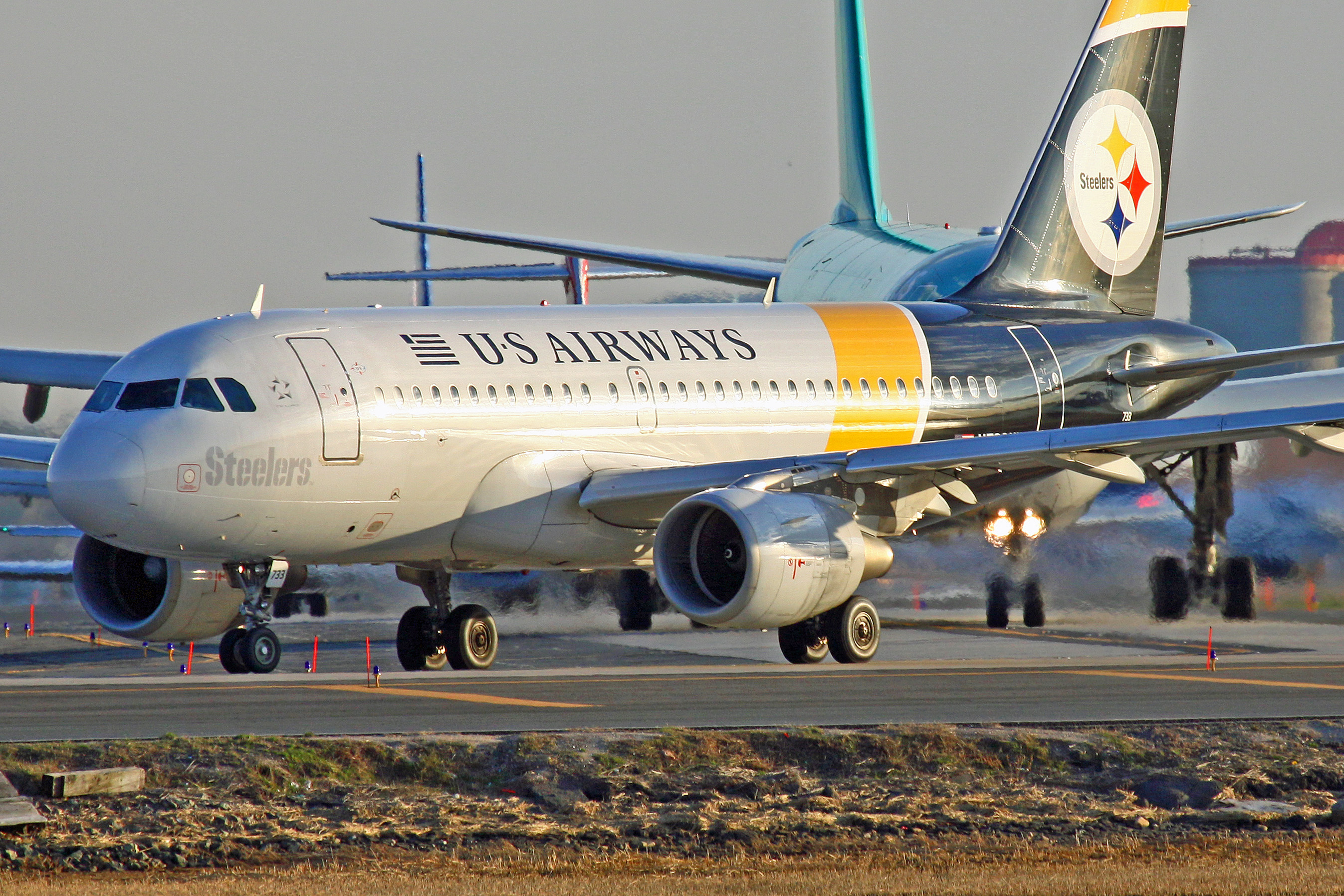
Jato da US Airways com as cores do Pittsburgh Steelers

Os Steelers usaram preto e ouro como suas cores desde o início, sendo a única exceção na temporada de 1943, quando se fundiram com o Philadelphia Eagles e formaram o "Steagles"; as cores da equipe naquela época eram verde e branco, como resultado do uso de uniformes dos Eagles.
Originalmente, a equipe usava capacetes dourados e camisas pretas. As cores preta e dourada dos Steelers agora são compartilhadas por todas as principais equipes profissionais da cidade, incluindo o Pittsburgh Pirates, no beisebol, o Pittsburgh Penguins, no hóquei no gelo, e também o Pittsburgh Power, da Arena Football League reformada, o Pittsburgh Passion, da Independent Women's Football League, e o Pittsburgh Riverhounds, de futebol. O tom de dourado difere ligeiramente entre as equipes: os Penguins já usaram anteriormente o "Vegas Gold", uma cor semelhante ao ouro metálico, e o dourado dos Pirates é um amarelo-dourado mostarda mais escuro, enquanto o dourado dos Steelers é mais brilhante. Preto e dourado também são as cores da bandeira oficial da cidade.

O logo.

O logo dos Steelers foi introduzido em 1962 e é baseado no "Steelmark", originalmente projetado pela U.S. Steel de Pittsburgh e agora propriedade do Instituto Americano de Ferro e Aço (AISI). Na verdade, foi a Republic Steel, de Cleveland, que sugeriu que os Steelers adotassem o logo da indústria. Consiste na palavra "Steelers" cercada por três asteroides (hipocicloides de quatro cúspides). Os significados originais por trás dos asteroides eram: "O aço ilumina seu trabalho, ilumina seu lazer e amplia seu mundo." Mais tarde, as cores passaram a representar os ingredientes usados no processo de fabricação de aço: amarelo para carvão, vermelho para minério de ferro e azul para sucata de aço. Enquanto o logotipo formal da Steelmark contém apenas a palavra "Steel", a equipe recebeu permissão para adicionar "ers" em 1963, após uma petição ao AISI.
Os Steelers são a única equipe da NFL que coloca seu logo em apenas um dos lados do capacete (o lado direito). Art Rooney primeiro usou como um teste para ver como o logotipo aparecia nos capacetes dourados; no entanto, sua popularidade levou a equipe a deixá-lo dessa maneira permanentemente. Um ano depois de introduzir o logotipo, eles mudaram para capacetes pretos para fazer sobressair mais.
Os Steelers, junto com o New York Giants, são um dos dois únicos times da National Football League a ter números nos uniformes dos jogadores tanto na frente quanto na parte de trás dos capacetes.
Os designs dos uniformes atuais foram introduzidos em 1968. O projeto consiste em calças douradas e camisas pretas ou brancas, exceto nas temporadas de 1970 e 1971, quando os Steelers usaram calça branca com suas camisas brancas. Em 1997, a equipe mudou para números arredondados na camisa, para combinar com os capacetes, e um logo dos Steelers foi adicionado ao lado esquerdo da camisa.

## Rivalidades
O Pittsburgh Steelers tem três rivais primários, todos dentro de sua divisão: Cleveland Browns, Baltimore Ravens e Cincinnati Bengals. Eles também têm rivalidade com outras equipes que surgiram de batalhas de pós-temporada no passado: New England Patriots, Oakland Raiders, Tennessee Titans e Dallas Cowboys, além de uma rivalidade interna com o Philadelphia Eagles, mas, sob o atual escalonamento, as equipes jogam entre si apenas uma vez a cada quatro anos.

### Rivais de divisão

#### Cleveland Browns
O Cleveland Browns e os Steelers têm sido rivais de divisão desde 1950. Depois de registrar uma campanha de 9–31 nos primeiros quarenta jogos da série, os Steelers recentemente assumiram e lideram a série; em parte devido a seu domínio pós-1999, além disso, os Browns perderam por dezesseis anos consecutivos em Pittsburgh, entre 1970 e 1985, e tiveram uma péssima campanha de 5—24 no Three Rivers Stadium em geral.
O ex-treinador dos Steelers Bill Cowher treinou as equipes especiais e secundárias dos Browns antes de seguir Marty Schottenheimer por um breve período como coordenador de defesa do Kansas City, sendo depois contratado pelo Pittsburgh. Isso só intensificou a rivalidade.
Os Steelers lideram o confronto histórico, com 74–58–1, com a primeira semana da temporada 2018 marcando o primeiro empate entre as duas equipes.

#### Baltimore Ravens
O Baltimore Ravens e os Steelers tiveram vários encontros memoráveis e têm uma rivalidade divisional acirrada. Ambas as equipes sofreram para o rival suas primeiras derrotas em seus atuais estádios. Os Steelers venceram o jogo inaugural do M&T Bank Stadium, em Baltimore, em 1998, por 20–13; três anos depois, os Ravens infligiram aos Steelers sua primeira derrota no Heinz Field, por 13–10.
Os Steelers lideram o confronto histórico (iniciado em 1996) por 27–22. As duas equipes se complementam, colocando consistentemente fortes defesas em sua divisão.

#### Cincinnati Bengals
A rivalidade entre Cincinnati Bengals e os Steelers data da temporada de 1970, quando a fusão AFL–NFL foi concluída. Os Steelers e os Bengals terminaram 2005 e 2006 com campanhas idênticas (11–5 e 8–8, respectivamente), enquanto os Bengals ficaram à frente pelos critérios de desempate em ambos os anos, devido a uma melhor campanha dentro da divisão. Os Steelers também foram os responsáveis por encerrar a temporada dos Bengals em Cincinnati por dois anos consecutivos, eliminando-os dos playoffs em 2005 e em 2006.
A rivalidade tornou-se mais intensa novamente desde a temporada de 2015. Uma figura central é o linebacker dos Bengals Vontaze Burfict, não raramente infligindo golpes questionáveis, resultando em lesões que encerraram a temporada de vários jogadores dos Steelers. No jogo da repescagem de 2015, em Cincinnati, Burfict (depois de ferir o quarterback Ben Roethlisberger) também foi o culpado de uma falta diretamente responsável pela inesperada vitória do Steelers por 18–16, que manteve a sequência dos Bengals de catorze anos sem vitória nos playoffs.
Os Steelers lideram o confronto histórico por 63–35.

### Rivalidades históricas

#### Las Vegas Raiders
A rivalidade entre Raiders e Steelers foi uma das mais quentes dos anos 1970 e do início dos anos 1980. A rivalidade dissipou-se ao longo dos anos, principalmente devido ao declínio do Oakland após 2002, mas as equipes tiveram jogos notáveis entre si, incluindo uma virada dos Steelers na temporada de 2000, para evitar que os Raiders obtivessem vantagem nos playoffs, e uma vitória dos Raiders na oitava semana da temporada de 2006 (20–13), o que custaria aos Steelers um lugar nos playoff. No mais recente confronto, em 2015, os Steelers derrotaram os Raiders por 38–35, no Heinz Field.
Os Steelers lideram o confronto histórico por 15–13 (12–10 na temporada regular).

#### Dallas Cowboys
A rivalidade entre Cowboys e Steelers começou com o primeiro jogo dos Cowboys como franquia, em 1960, no Cotton Bowl, com os Steelers saindo com uma vitória por 35–28. As duas equipes encontraram-se no Super Bowl X, com vitória dos Steelers por 21–17, no Super Bowl XIII, com vitória dos Steelers por 35–31, e no Super Bowl XXX, com vitória dos Cowboys por 27–17.
O confronto histórico é liderado pelo Dallas Cowboys, com 17–15. A rivalidade Pittsburgh–Dallas serviu como pano de fundo para o filme Black Sunday, de 1977, cujas partes foram filmadas durante o Super Bowl X.

#### Denver Broncos
A rivalidade contra os Broncos data de 1970, mas o primeiro grande jogo aconteceu em 1973, quando o Denver derrotou o Pittsburgh pela primeira vez na temporada regular, no Three Rivers, por 23–13. 
Os Broncos atualmente lideram o confronto histórico, com 19–11–1, incluindo 5–3 nos playoffs. Nenhum time venceu o outro mais de três vezes seguidas.

#### New England Patriots
O New England Patriots surgiu como um rival de destaque quando os Patriots ganharam dos Steelers na final da AFC de 2001, no Heinz Field, apesar de as duas equipes terem se encontrado na pós-temporada duas vezes antes; os Patriots derrotaram os Steelers em 1996 por 28–3, enquanto os Steelers venceram por 7–6 em 1997.
Os Patriots venceram seis dos sete encontros durante o período entre 1998 e 2007, antes de os Steelers conseguirem uma vitória por 33–10 em Foxborough, em 2008, depois de Matt Cassel cometer cinco turnovers. Mais tarde, os Patriots fizeram história em 2013, ao tornarem-se o primeiro adversário a marcar 55 pontos nos Steelers, vencendo por 55–31.
Na pós-temporada, os Patriots mantêm uma campanha de 4–1 contra o rival. As únicas outras franquias com mais vitórias nos playoffs contra os Steelers são o Los Angeles Chargers (2–1), o Jacksonville Jaguars (2–0) e os Broncos (5–3). Os Steelers têm melhor campanha contra os Patriots na temporada regular: de 14–12.

#### Tennessee Titans
A rivalidade do Pittsburgh com a franquia Houston Oilers/Tennessee Titans é menos conhecida. Os Oilers faziam parte da AFC Central junto com os Steelers a partir de 1970 e foram rivais por 32 temporadas. Os Steelers dominaram a rivalidade durante o período do rival em Houston e derrotaram os Oilers em todos os três confrontos pelos playoffs.
No entanto, desde que a franquia se mudou para o Tennessee, a rivalidade mudou, com os Titans vencendo 13 dos 22 jogos (incluindo o confronto pelos playoffs de 2002: 34-31); os Titans venceram sete jogos consecutivos no período entre 1997 e 2001, a maior sequência de vitórias de qualquer time na história dos confrontos. Os Steelers ganharam 46 dos 78 jogos até 2017.

## Cultura

### Mascote

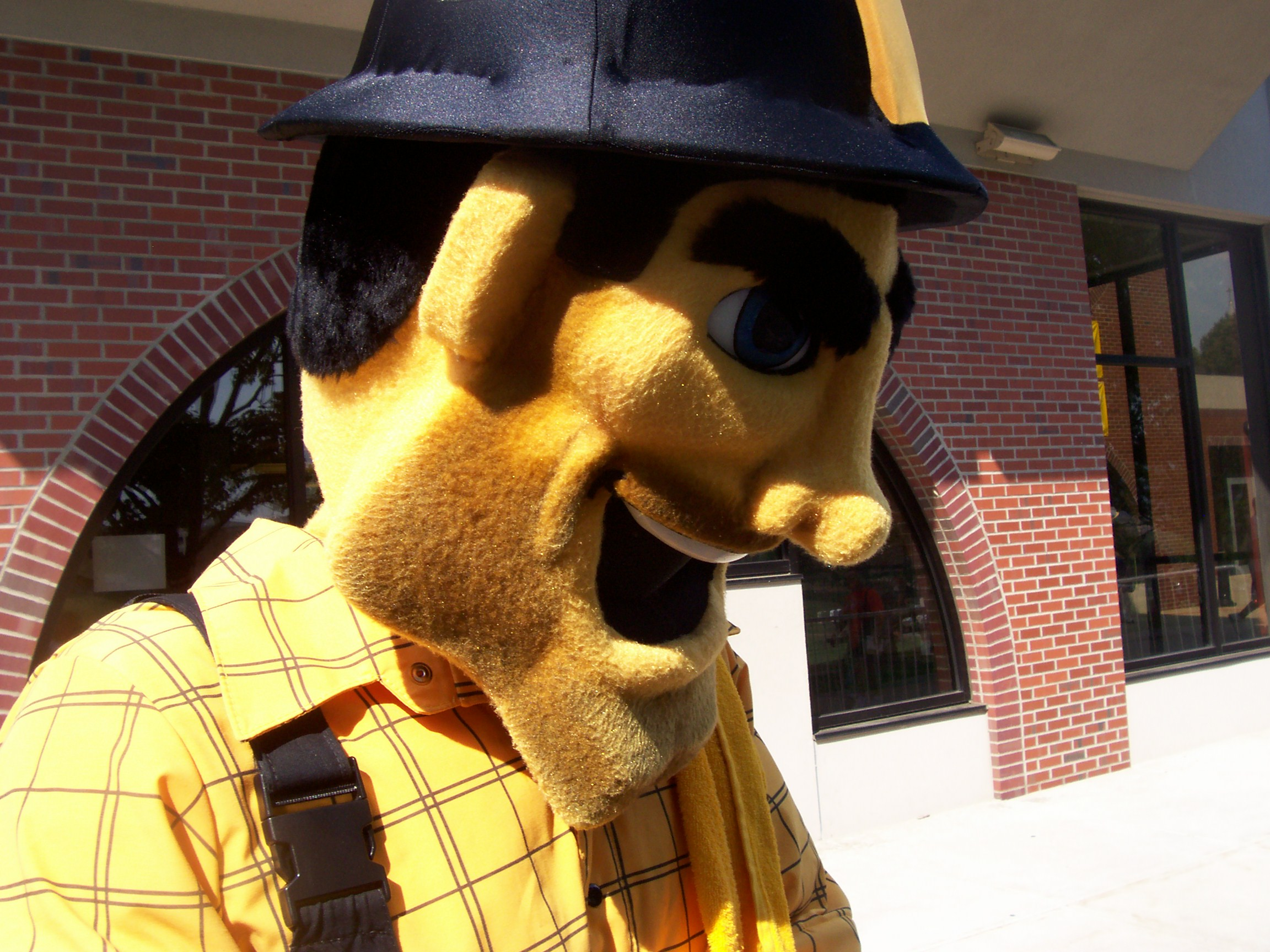
Steely McBeam dando autógrafos para os fãs nos treinos do Steelers em 2 de agosto de 2007

Antes da temporada de 2007, os Steelers apresentaram Steely McBeam como seu mascote oficial. Como parte das celebrações do 75.º aniversário da equipe, seu nome foi selecionado de um conjunto de setenta mil sugestões enviadas por torcedores da equipe. Diane Roles apresentou o nome vencedor, que "representava aço para a herança industrial de Pittsburgh".
Steely McBeam está presente em todos os jogos em casa e participa dos programas de caridade da equipe e de outros eventos patrocinados pelo clube. O autógrafo de Steely é conhecido por ser desenhado com um S superdimensionado, e o L é desenhado para parecer um feixe de aço.

### Torcida
Os Steelers têm uma grande base de torcedores, que se espalhou a partir de Pittsburgh. Em agosto de 2008, a ESPN.com classificou os torcedores dos Steelers como os melhores da NFL, citando sua sequência de 299 jogos consecutivos lotando o estádio. A equipe ganhou uma grande base de torcedores nacionalmente por causa de seu sucesso na década de 1970, mas muitos consideram o colapso da indústria siderúrgica da cidade no final daquela década (e a diáspora resultante) como um grande catalisador para o tamanho da torcida em outras cidades. Os Steelers vendem todos os ingressos para os jogos em casa desde a temporada de 1972.
O Pittsburgh Steelers tem várias torcidas não-oficiais em muitas cidades do país, que normalmente se encontram em bares nos dias de jogos. Sabe-se que esse fenômeno ocorre também com outras equipes da NFL, mas os "Steeler bars" são mais famosos do que a maioria, inclusive em quantidade de estabelecimentos representativos, mesmo em cidades que abrigam suas próprias equipes da NFL.
A  "Terrible Towel" ("Toalha Terrível") foi descrita pela Associated Press como "indiscutivelmente o símbolo de torcida mais conhecido de qualquer grande equipe esportiva profissional". Concebido pelo locutor Myron Cope em 1975, os direitos foram concedidos à Allegheny Valley School, em Coraopolis, Pensilvânia, que cuida de mais de novecentas pessoas com deficiência intelectual e física, incluindo o filho autista de Cope. Desde 1996, os lucros da Terrible Towel ajudaram a arrecadar mais de 2,5 milhões de dólares para a escola.

### Música

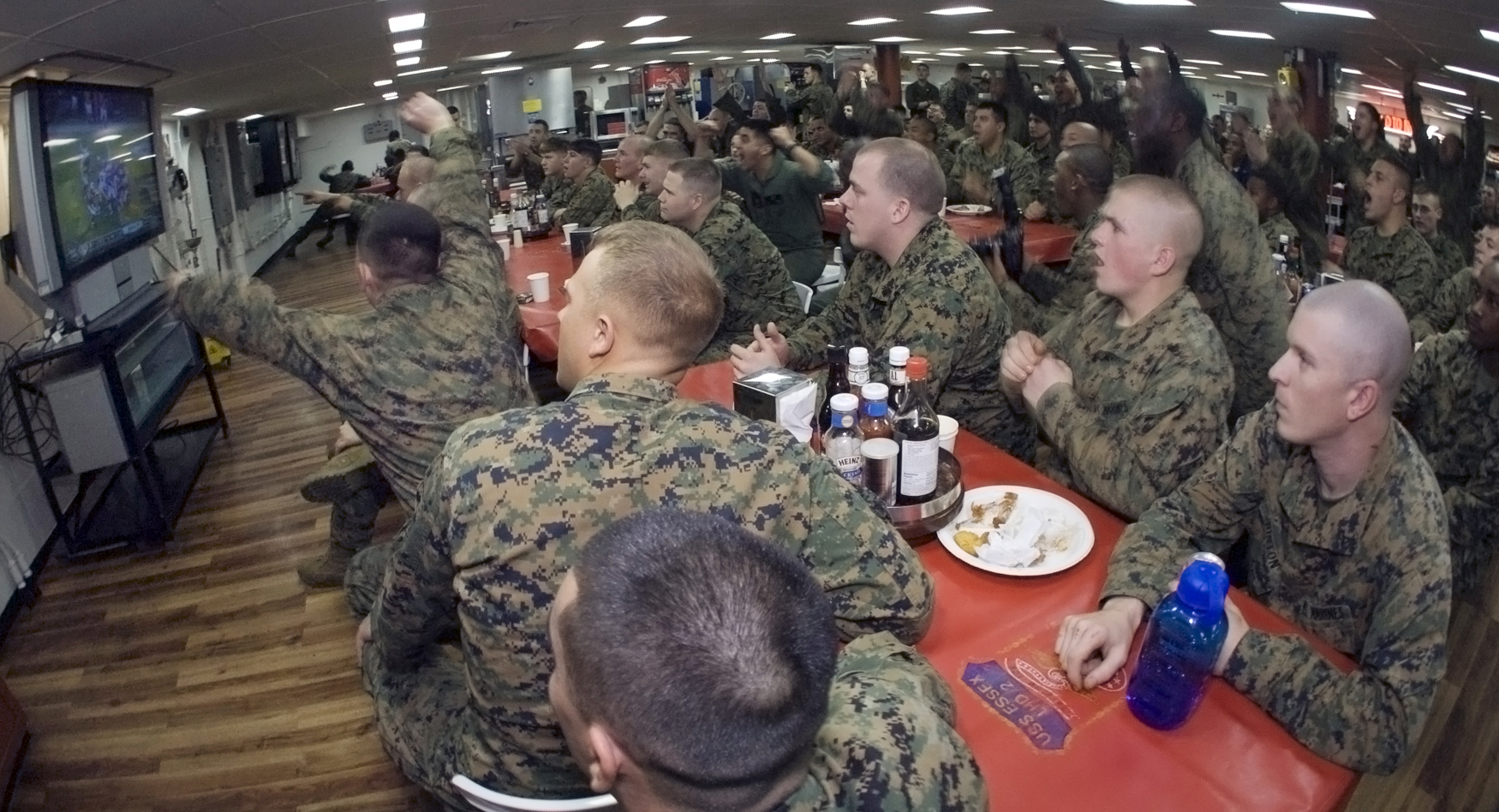
Marinheiros e fuzileiros navais a bordo do USS Essex reagem a uma vitória do Pittsburgh Steelers.

Os Steelers não têm uma música oficial, mas muitas versões de torcedores de "Here We Go Steelers" e "Steelers Polka" (a última, paródia de "Pennsylvania Polka"), do cantor étnico Jimmy Pol, ambas originadas na década de 1970, foram gravadas. Desde 1994, a música "Here We Go", do cantor local Roger Wood, é popular entre a torcida. Durante os jogos dos Steelers, "Renegade", do Styx, é usado frequentemente para reunir a multidão.

### Basquete
Durante as férias, os Steelers costumam participar de jogos de basquete de caridade em toda a região oeste da Pensilvânia e nas áreas vizinhas.
Os jogos geralmente apresentam seis jogadores ativos, bem como o seu treinador, jogando contra um grupo de líderes cívicos locais. Os jogadores, cujos participantes não são anunciados até o dia do jogo, dão autógrafos para os fãs durante o intervalo.

## Instalações

### Estádios

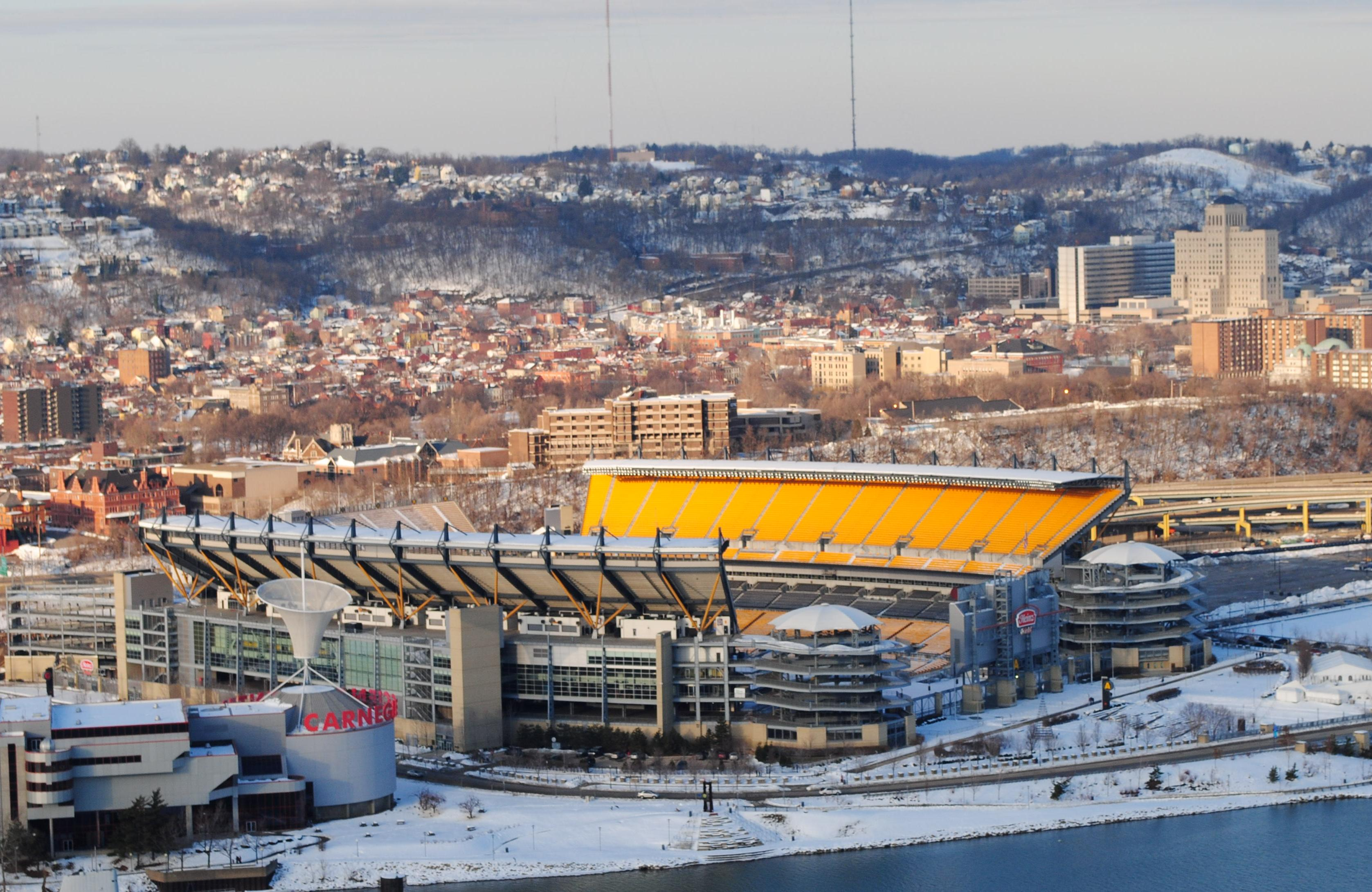
Acrisure Stadium, atual casa dos Pittsburgh Steelers.

A franquia, que remonta a 1933, teve várias casas. Entre 1933 e 1963, os Steelers dividiram o Forbes Field com o Pittsburgh Pirates. Em 1958, eles dividiram o Pitt Stadium com a Universidade de Pittsburgh. De 1964 a 1969, os Steelers jogaram exclusivamente nas instalações do campus, antes de se mudarem para o Three Rivers Stadium, na zona norte da cidade. O Three Rivers é lembrado com carinho pela Nação Steeler, por ter sido onde Chuck Noll e Dan Rooney transformaram a franquia em uma potência, vencendo quatro Super Bowls em apenas seis temporadas e chegando aos playoffs por onze vezes nas treze temporadas entre 1972 e 1984.
Desde 2001, no entanto, uma nova geração de grandes nomes dos Steelers tornou o Heinz Field (agora Acrisure Stadium) lendário, com vários jogos de final da AFC sendo disputados, além de dois Super Bowl ganhos no período.

### Campo de treinamento

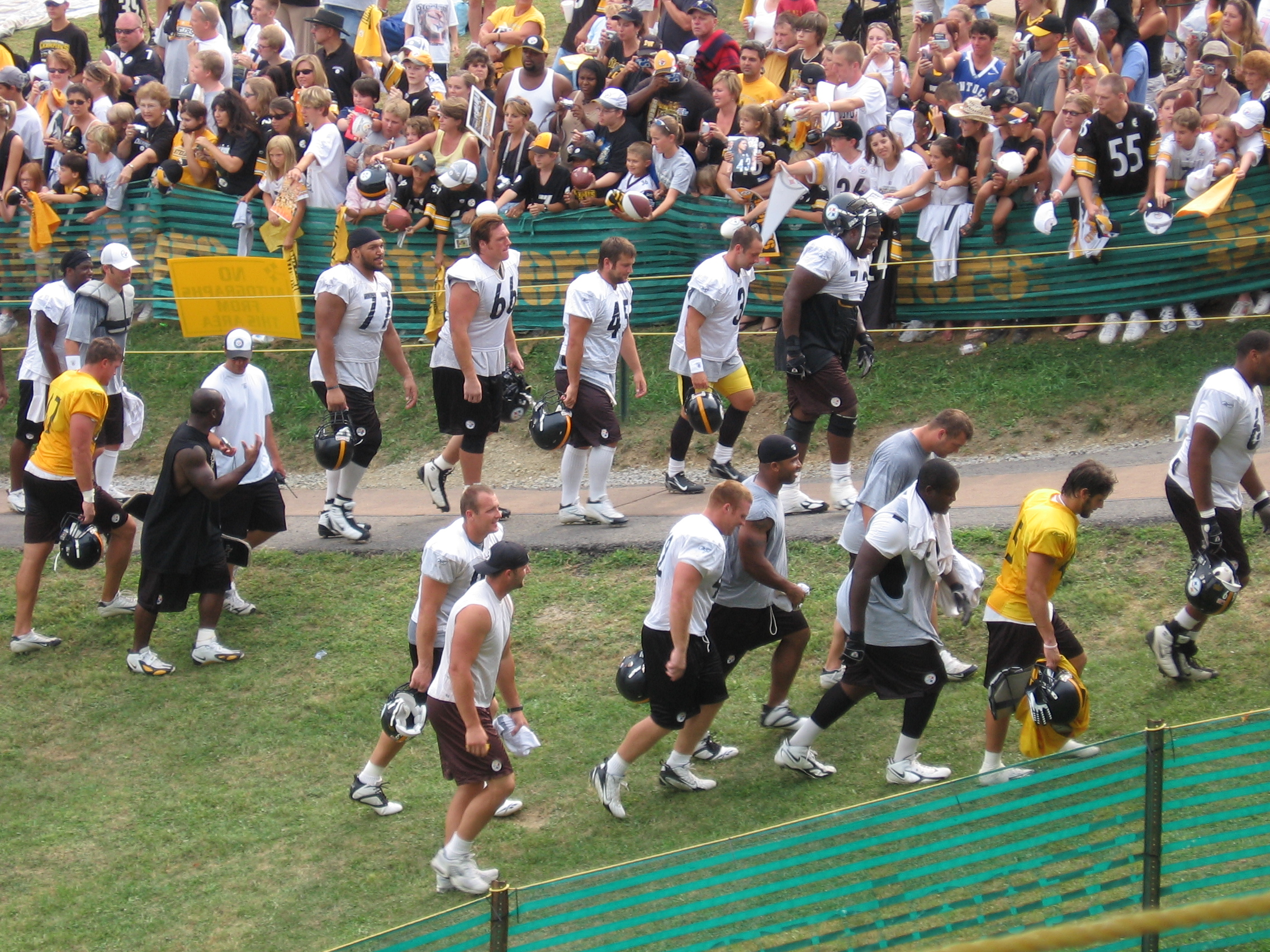
Steelers no campo de treinamento em Latrobe

Os Steelers realizam sua pré-temporada a leste da cidade, no Saint Vincent College, em Latrobe, Pensilvânia. O local é um dos mais célebres da liga, com Peter King, do SI.com, descrevendo-o assim: "É o cenário perfeito para um campo de treinamento, com vista para as colinas onduladas Laurel Highlands. Numa manhã nublada ou nevoenta, de pé no topo da colina, você sente-se como se estivesse na Escócia. Se você puder visitar um campo de treinamento, este é o único para ver."
A equipe tem sua sede e instalações de treinamento no University of Pittsburgh Medical Center Sportsplex, na zona sul de Pittsburgh. Construída em 2000, a instalação combina a vasta experiência de profissionais de medicina esportiva e pesquisadores, além de sediar a equipe de futebol da Universidade de Pittsburgh.

### Instalações históricas
A família Rooney há muito tempo mantém um relacionamento próximo com a Duquesne University, já tendo usado o Art Rooney Field e outras instalações no campus como seu local de treinamento primário ou secundário durante a temporada.
Nos anos 1970 e 1980, a equipe teve amistosos de temporada em South Park, nas colinas suburbanas do sul de Pittsburgh. Durante várias temporadas, incluindo a de 1987, marcada por uma greve, os Steelers usaram o Point Stadium, nas proximidades de Johnstown, Pensilvânia, para treinos nas semanas de jogos. Durante a década de 1950, a Universidade de St. Bonaventure e o subúrbio de Ligonier também serviram como locais para treinos de pré-temporada.

## Recordes

### Em uma temporada

#### Passando
- Jardas passadas: 5 129 (Ben Roethlisberger, 2018)
- Passes para touchdowns: 34 (Ben Roethlisberger, 2018)
- Passes completados: 452 (Ben Roethlisberger, 2018)
- Passes tentados: 675 (Ben Roethlisberger, 2018)
- Passe mais longo completo: 97 jardas (Ben Roethlisberger, 2017 e 2018)

#### Correndo
- Jardas terrestres: 1 690 (Barry Foster, 1992)
- Corridas: 390 (Barry Foster, 1992)
- Touchdowns terrestres: 14 (Franco Harris, 1976)
- Mais longa corrida: 97 jardas (Bob Gage, 1949)
- Jardas terrestres por jogo: 111,0 jardas (Jerome Bettis, 1997)

#### Recebendo
- Recepções: 136 (Antonio Brown, 2015)
- Jardas recebidas: 1 834 (Antonio Brown, 2015)
- Touchdowns recebidos: 13 (Antonio Brown, 2014)

#### Retornos
- Mais retornos de punt: 53 (Louis Lipps, 1984)
- Mais longo punt retornado: 90 jardas (Brady Keys, 1964)
- Mais longo kickoff retornado: 101 jardas (Don McCall, 1969)

#### Chutes
- Field goals:: 35 (Chris Boswell, 2017)
- Pontos extras convertidos: 50 (Matt Bahr, 1979)
- Punts: 97 (Mark Royals, 1994)
- Jardas no punt: 3 944 (Josh Miller, 2000)

### Na carreira
- Jardas passadas: 55 292 (Ben Roethlisberger, 2004–presente)
- Passes para touchdowns: 357 (Ben Roethlisberger, 2004–presente)
- Jardas terrestres: 11 950 (Franco Harris, 1972–1983)
- Touchdowns terrestres: 91 (Franco Harris, 1972–1983)
- Recepções: 1 000 (Hines Ward, 1998–2011)
- Jardas recebidas: 12 083 (Hines Ward, 1998–2011)
- Passes interceptados: 57 (Mel Blount, 1970–1983)
- Field goals: 309 (Gary Anderson, 1982–1994)
- Pontos: 1 343 (Gary Anderson, 1982–1994)
- Total de touchdowns: 100 (Franco Harris, 1972–1983)
- Média de retorno de punt: 52,0 (Mel Blount, 1970–1983)
- Média de retorno de kickoff: 54,0 (Joe Geri, 1949-1951)
- Sacks: 85,0 (James Harrison, 2002–2017)
- Tackles: 731 (James Farrior, 2002–2011)
- Vitórias (treinador): 193 (Chuck Noll, 1969–1991)

## Jogadores

### Números aposentados
| No. | Jogadores      | Posições | Temporadas | Ref.   |
| --- | -------------- | -------- | ---------- | ------ |
| 70  | Ernie Stautner | DT       | 1950–1963  | [ 50 ] |
| 75  | Joe Greene     | DT       | 1969–1981  | [ 51 ] |

Os Steelers aposentaram o número 70, de Ernie Stautner, em 1964, antes de criar uma tradição de cinquenta anos sem aposentar números de camisa. A equipe aposentou o número 75 de Joe Greene em 2014 e deixou em aberto a possibilidade de que eles aposentariam os números de outros jogadores no futuro. Outros números não são mais emitidos desde as aposentadorias dos jogadores que os usaram, incluindo:
- 1 Gary Anderson
- 12 Terry Bradshaw
- 32 Franco Harris
- 36 Jerome Bettis
- 43 Troy Polamalu
- 47 Mel Blount
- 52 Mike Webster
- 58 Jack Lambert
- 59 Jack Ham
- 63 Dermontti Dawson
- 86 Hines Ward

### Hall da Fama do Futebol Americano Profissional

#### Introduções "primárias"
Os Steelers contam com o terceiro lugar na categoria "primária" para o Hall da Fama do Futebol Americano Profissional. Ou seja, os que passaram a maior parte ou a totalidade de suas carreiras na NFL em Pittsburgh. Eles também podem se orgulhar de ter a maioria dos homenageados de qualquer franquia fundada em 1933 ou depois e de ser a única franquia com três donos no Hall da Fama.
| Jogadores                | Jogadores          | Jogadores  | Jogadores       | Jogadores                      | Jogadores |
| No.                      | Nome               | Introdução | Posições        | Anos com os Steelers           | Ref.      |
| ------------------------ | ------------------ | ---------- | --------------- | ------------------------------ | --------- |
| 35                       | Bill Dudley        | 1966       | RB              | 1942, 1945–1946                | [ 54 ]    |
| 35                       | Walt Kiesling      | 1966       | G, treinador    | 1936–1938 1939–1944, 1954–1956 | [ 55 ]    |
| 22                       | Bobby Layne        | 1967       | QB              | 1958–1962                      | [ 56 ]    |
| 70                       | Ernie Stautner     | 1969       | DT              | 1950–1963                      | [ 57 ]    |
| 75                       | "Mean" Joe Greene  | 1987       | DT              | 1969–1981                      | [ 58 ]    |
| 35                       | John Henry Johnson | 1987       | RB              | 1960–1965                      | [ 59 ]    |
| 59                       | Jack Ham           | 1988       | LB              | 1971–1982                      | [ 60 ]    |
| 47                       | Mel Blount         | 1989       | CB              | 1970–1983                      | [ 61 ]    |
| 12                       | Terry Bradshaw     | 1989       | QB              | 1970–1983                      | [ 62 ]    |
| 32                       | Franco Harris      | 1990       | RB              | 1972–1983                      | [ 63 ]    |
| 58                       | Jack Lambert       | 1990       | LB              | 1974–1984                      | [ 64 ]    |
| 52                       | Mike Webster       | 1997       | C               | 1974–1988                      | [ 65 ]    |
| 88                       | Lynn Swann         | 2001       | WR              | 1974–1982                      | [ 66 ]    |
| 82                       | John Stallworth    | 2002       | WR              | 1974–1987                      | [ 67 ]    |
| 26                       | Rod Woodson        | 2009       | DB              | 1987–1996                      | [ 68 ]    |
| 80                       | Jack Butler        | 2012       | CB              | 1951–1959                      | [ 69 ]    |
| 63                       | Dermontti Dawson   | 2012       | C               | 1988–2000                      | [ 70 ]    |
| 36                       | Jerome Bettis      | 2015       | RB              | 1996–2005                      | [ 71 ]    |
| Técnicos e colaboradores |                    |            |                 |                                |           |
| Nome                     | Nome               | Introdução | Posição         | Anos com os Steelers           | Ref.      |
| Art Rooney               | Art Rooney         | 1964       | Fundador, dono  | 1933–1988                      | [ 72 ]    |
| Chuck Noll               | Chuck Noll         | 1993       | Treinador       | 1969–1991                      | [ 73 ]    |
| Dan Rooney               | Dan Rooney         | 2000       | Executivo, dono | 1975–2017                      | [ 74 ]    |

#### Prêmios
- Rocky Bleier, ex-running back, recebeu as honrarias Purple Heart, Bronze Star e Combat Infrastructure Badge enquanto servia no Exército no Vietnã.

- Vito Stellino, que cobriu os Steelers na década de 1970 para o jornal Pittsburgh Post-Gazette, foi premiado com o Dick McCann Memorial Award em 1989.[75]

- John Clayton, que cobriu os Steelers para o jornal Pittsburgh Press entre 1976 e 1986, foi premiado com o Dick McCann Memorial Award em 2007.

## Meios de comunicação
Em 2006, as principais estações de rádio dos Steelers eram a WDVE 102.5 FM e a WBGG 970 AM. Ambas são de propriedade da iHeartMedia. Os jogos também estão disponíveis em 51 estações de rádio nos estados de Pensilvânia, Maryland, Ohio e Virgínia Ocidental. Os locutores são Bill Hillgrove e Tunch Ilkin. Craig Wolfley é o repórter.
Os jogos de pré-temporada não exibidos em uma das emissoras nacionais são vistos nas emissoras CBS, KDKA-TV, CW, WPCW e AT&T SportsNet Pittsburgh. Bob Pompeani, da KDKA-TV, e o ex-quarterback dos Steelers Charlie Batch são os locutores dos jogos de pré-temporada. A coletiva de imprensa semanal do técnico Mike Tomlin é mostrada ao vivo na AT&T SportsNet Pittsburgh.
As transmissões do "Thursday Night Football" são mostradas localmente na KDKA, enquanto as transmissões nacionais da ESPN são exibidas localmente na WTAE-TV, de propriedade da Hearst Corporation, que possui uma participação de 20% na ESPN. A maioria dos jogos dos Steelers vai ao ar na CBS, exceto nos jogos em casa contra adversários da NFC, que são transmitidos localmente pela WPGH-TV, afiliada da Fox.
Os Steelers possuem um contrato nacional com o Grupo Imagen para direitos de rádio para seus jogos no México; a Imagen transmite os Steelers em suas estações em dezessete cidades mexicanas.

### Jornais
O Steelers Digest é o único jornal oficial do Pittsburgh Steelers. Publicado há 22 anos, atualmente essa responsabilidade é daDolphin/Curtis Publishing, de Miami, Flórida, que também lida com várias outras publicações. Os jornais são enviados para os assinantes semanalmente durante a temporada, após cada jogo da temporada regular e continuam nos playoffs. Depois de uma vitória no Super Bowl, uma edição bônus é publicada, que é seguida por uma prévia e uma recapitulação do recrutamento, além de uma edição de campo de treinamento a cada dois meses. Há tipicamente 24 edições em um ano de publicação. O jornal está listado na página oficial do Steelers.com.

## Fundação Chuck Noll para Pesquisa sobre Lesões Cerebrais
Os Steelers ajudaram a lançar a Fundação Chuck Noll para Pesquisa sobre Lesões Cerebrais em novembro de 2016, doando 1 milhão de dólares. A fundação, criada pelo presidente dos Steelers Art Rooney II, concentra-se em educação e pesquisa sobre lesões cerebrais e concussões relacionadas ao esporte.
Em junho de 2017, os Steelers anunciaram uma caminhada de caridade para arrecadar dinheiro para a fundação.